# Dialectes ombriens
Pour la langue morte, voir Ombrien.

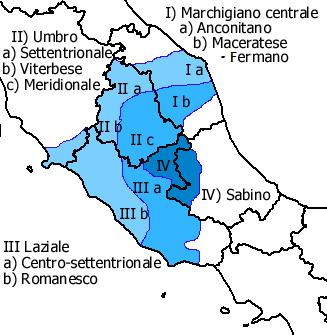
Dialectes en Italie centrale

Les dialectes ombriens constituent un continuum linguistique de dialectes parlés dans la région italienne de l'Ombrie. Ceux-ci appartiennent au groupe dialectal médian italien.
Dans certaines zones de l'Ombrie, on trouve aussi des dialectes de type toscan, influencés par le toscan pour des raisons de proximité, ainsi que par des dialectes romagnols surtout dans la zone des communes de Città di Castello et marginalement dans celles de San Giustino et Citerna.

## Division et groupes
Les dialectes ombriens sont repartis sur plusieurs zones :
- Zone nord occidentale (pérugin, eugebin et « altotiberino »).

Ils sont influencés par les dialectes toscans avec lesquels ils sont en contact dans des zones de transition.
La zone de l'« Alto Tevere Umbro » (Haute vallée du Tibre) et de Città di Castello fait apparaître de fortes influences gallo-italiques (romagnol), surtout du point de vue phonologique qui font de lui un dialecte de transition entre les dialectes médians et gallo-italiques.
- Zone sud occidentale (orviétan), avec des influences du dialecte de la Tuscia (viterbais).
- Zone centre orientale (entre Spolète, Assisi et Gualdo Tadino), avec des influences de dialectes marchesans centraux (maceratais et fabrianais).
- Zone méridionale (Norcia et Cascia) avec des influences sabines.

Il existe des zones intermédiaires internes au système médian :
- La zone du lac Trasimène - Città della Pieve, qui sert de jonction entre la Toscane orientale et la zone pérugine - orvietane.
- La zone Terni-Amelia-Todi-Marsciano, influencée par les dialectes latiaux et romanesco.

## Phonétique

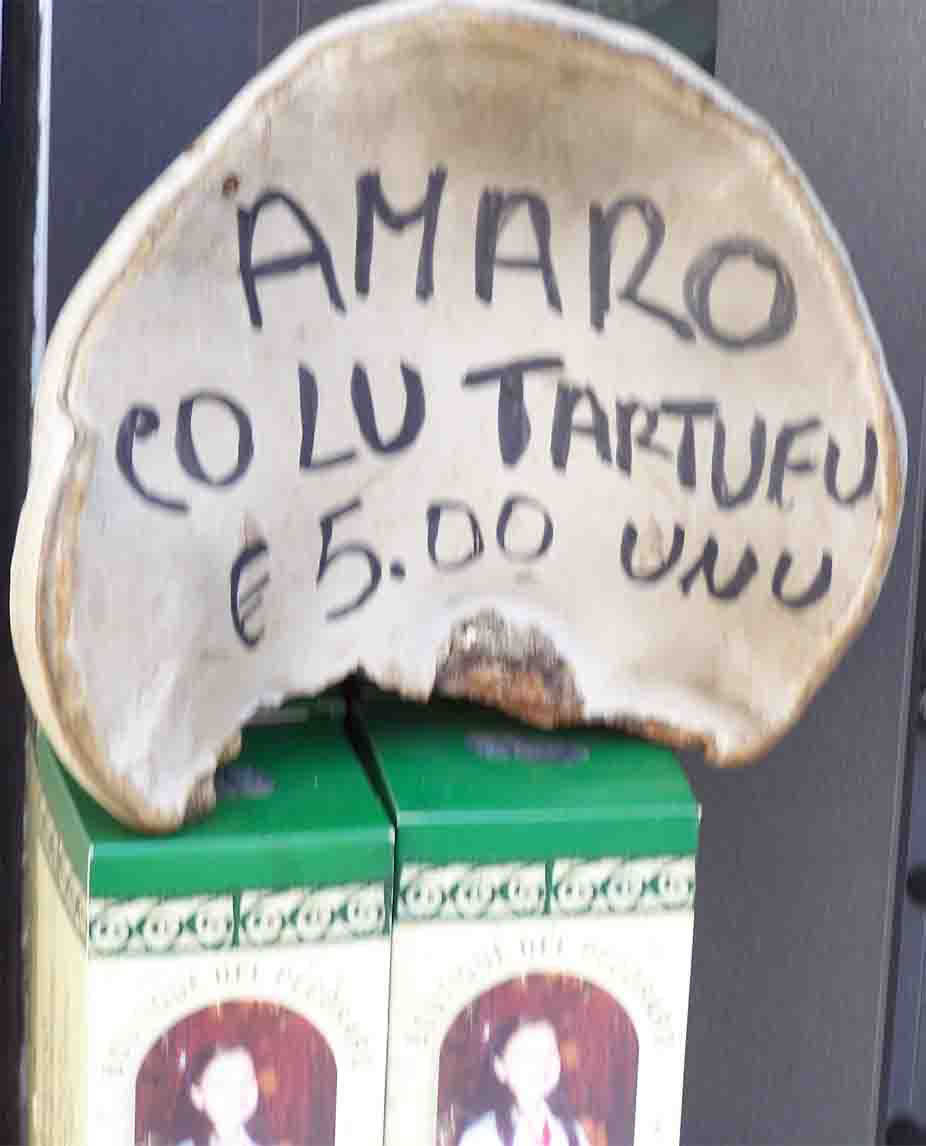
Pancarte publicitaire écrite en dialecte d'Ombrie sud orientale

Parmi les caractères alphabétiques qui différencient les dialectes ombriens il a le è pour le pérugin et l'orviétan, l'utilisation de la lettre e finale pour les mots masculins pluriel et dans la zone sud orientale (Foligno, Spoleto, Terni, etc.) l'utilisation de la u finale pour le masculin singulier.
Le pérugin se caractérise par le D rétroflexe et la chute des vocales non accentuées comme par exemple « in dimm'lo » (dimmelo) (dis le moi) et « ch'fè » (che fai) (que fais tu ?).
Dans les communes de la haute vallée du Tibre deux sous-variétés dialectales sont présentes qui se distinguent par d'importantes différences phonétiques par rapport aux autres dialectes ombriens : le tifernate, parlé a Città di Castello et les communes limitrophes, et une deuxième sous-variété, l’umbertidese, parlé dans les communes d'Umbertide, Montone, Pietralunga, Lisciano Niccone et dans certaines zones de la commune de Cortone aux confins avec l'Ombrie.
Ces deux sous-variétés subissent l'influence des régions limitrophes : Toscane, Romagne et Marches septentrionales.
Le « tifernate » est influencé fortement par les régions limitrophes alors l'« umbertidese » est phonétiquement et lexicalement plus proche du « pérugin ».
Les deux langages sont caractérisés par la lénition du  t  et du c : « podé » (verbe potere) et « aguto » (acuto) (pointu) ; du son cacuminal du s (prononcé comme le š ou sc) et de la sonorité de cette consonne en position intervocale et par une variété de voyelles plus amples par rapport à l'italien due à la métaphonie.
Le plus commun de ces phénomènes qui apparaît aussi dans les dialectes émiliens et romagnols est un son intermédiaire entre la a et la e ouverte et est souvent dénoté par èe comme dans « chèene » (cane) (chien) et « chèesa » (casa) (maison).

## Source de traduction
- (it) Cet article est partiellement ou en totalité issu de l’article de Wikipédia en italien intitulé « Dialetti umbri » (voir la liste des auteurs).